# Ellmosen

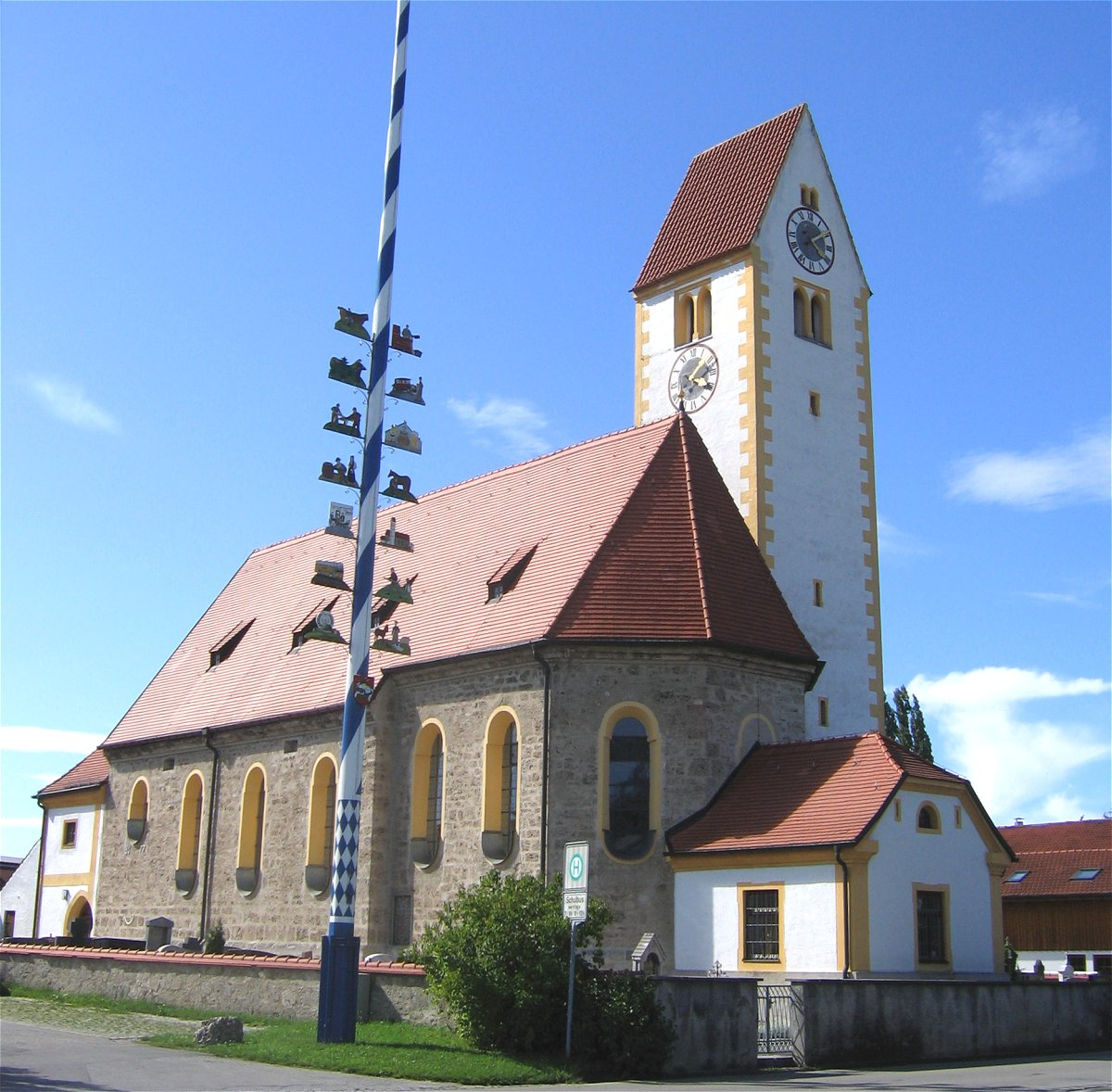
Kirche St. Margareta

Ellmosen ist ein Gemeindeteil der Stadt Bad Aibling in Bayern. Es liegt nördlich der Stadtmitte, an der Verbindungsstraße nach Großkarolinenfeld. Es ist zu unterscheiden zwischen dem Dorf Ellmosen und der ehemaligen, bis Ende 1972 bestehenden Gemeinde Ellmosen, die etwa der heutigen Gemarkung Ellmosen innerhalb des Gemeindegebiets von Bad Aibling entspricht.

## Geographie
Die Gemarkung Ellmosen bildet den nördlichsten Teil des Gemeindegebietes von Bad Aibling. Neben dem Dorf Ellmosen (ursprünglich zwei Dörfer Unterellmosen mit der Kirche St Margaret und Oberellmosen) liegen auf dem Gebiet der ehemaligen Gemeinde noch das Dorf Holzhausen, sowie die Weiler Heimathsberg, Moos, Ried und Thalacker. Der Weiler Ried wurde aber 1978 nach Großkarolinenfeld umgegliedert.

## Geschichte
Ellmosen wurde erstmals um 1300 als „Olemos“ urkundlich erwähnt, allerdings zeugt ein römischer Grabstein, der sich heute im bayerischen Nationalmuseum in München befindet, von einer weit länger zurückliegenden Besiedelung. In der Antike lag der Ort an der römischen Verbindungsstraße zwischen Pons Aeni und Kleinhelfendorf, einem Teilabschnitt der Römerstraße von Salzburg nach Augsburg.
Lange befand sich der Sitz der Aiblinger Pfarrei in Ellmosen. 1341 wurde der Edelsitz „Zur Sonnen“ in dem ehemaligen Teilort Holzhausen, der den Herren von Prant gehörte, erstmals urkundlich erwähnt. Erst 1484 soll der Pfarrsitz nach Aibling verlegt worden sein.
Im Mittelalter gab es die zwei Hauptmannschaften Ellmosen (mit Unter- und Oberellmosen sowie Heimathsberg, Moos und Ried) und Holzhausen (mit Holzhausen und Thalacker) innerhalb des Schergenamts Aibling im Landgericht Aibling. Bei der Gemeindebildung 1818 wurde daraus die Gemeinde Ellmosen.
Am 1. Januar 1973 wurde die Gemeinde Ellmosen im Zuge der Gemeindegebietsreform nach Bad Aibling eingemeindet. 1978 wurde der Weiler Ried in die östlich angrenzende Gemeinde Großkarolinenfeld umgegliedert. 1992 wurde eine Ortsumgehung an der Kreisstraße RO 19 eröffnet, die nördlich um das Dorf herumführte und es von dem zunehmenden Durchgangsverkehr entlastete.

### Einwohnerentwicklung
1925: 395

1933: 373

1939: 369

2004: 186

2007: 257

## Sehenswürdigkeiten
- Kirche St. Margareta
- Schulhaus von 1892

## Sonstiges
Im Gegensatz zum übrigen Gemeindegebiet Bad Aiblings folgen Hausnummern in Ellmosen dem System der Konskriptionsnummern.